# Nils-Gösta Vannerberg
Nils-Gösta Vannerberg, född 7 oktober 1930 i Hässleholm, är en svensk kemist och tidigare professor i oorganisk kemi vid Chalmers tekniska högskola. Vannerberg doktorerade vid Chalmers 1959 på avhandlingen The formation and structure of peroxy compounds of group II a and II b elements. Han blev professor vid Chalmers 1975. Vannerberg övergick senare till industriforskning och blev forskningsdirektör vid Eka.
Vannerberg är författare och medförfattare till flera kemirelaterade böcker, både läroböcker och populärvetenskapliga böcker. Efter Gunnar Häggs död reviderade Vannerberg Häggs klassiska kemilärobok Allmän och oorganisk kemi och gav ut den i en 9:e upplaga 1989.
1997 gav Vannerberg ut boken Ragnarök inställt på Timbro förlag. Vannerberg vände sig mot den negativism kring mänsklighetens framtid och den malthusianism han tyckt sig se hos många yngre personer i miljörörelsens spår. Som bred naturvetare med lång erfarenhet från både akademisk forskning och industri ansåg han att negativism kring mänsklighetens försörjning och framtida materiella välstånd var i huvudsak obefogad, och hävdade bestämt att "Nästa århundrade blir det bästa i mänsklighetens historia!". De huvudsakliga motiven för detta anger Vannerberg som människans intelligens, den naturvetenskapliga världsbilden och kunskapssamhällets framväxt. Vannerbergs argumentation ligger i mångt och mycket i linje med den som Bjørn Lomborg framförde 1998 i sin mycket uppmärksammade bok Världens verkliga tillstånd. Vannerbergs bok utkom dock före Lomborgs, men fick betydligt mindre uppmärksamhet.
Chalmers arrangerar årligen en gästföreläsning i kemi under beteckningen Vannerbergföreläsningen, döpt efter Nils-Gösta Vannerberg.
Vannerberg invaldes 1985 som ledamot av Kungliga Vetenskaps- och Vitterhetssamhället i Göteborg och 1986 av Ingenjörsvetenskapsakademien.